# Floria Capsali
Floria Capsali (n. 25 februarie 1900, Bitola, Imperiul Otoman – d. 29 iunie 1982, București, România) a fost o balerină și maestră de balet din România.

## Biografie
Floria s-a născut în Bitola, Imperiul Otoman (azi, oraș în Macedonia de Nord). Bunicul din partea mamei a fost tatăl actorului Ion Manolescu, care i-a devenit tutore. Tatăl său, deși a fost negustor, avea o educație aleasă și o diplomă de absolvent de Universitate.
Floria Capsali a urmat primele clase la Bitolia, iar în 1913 s-a stabilit la București. Aici a continuat studiile întâi la Școala Centrală, după care la Academia de teatru și apoi la Conservator.
După ce a absolvit Conservatorul din București a plecat la Paris, unde a petrecut 9 ani, studiind baletul cu Enrico Checchetti și  apoi cu Nicolas Legat. În paralel, a studiat istoria artei la Sorbona cu Charles Dullin (1869-1937).
După revenirea în România a susținut o serie de recitaluri în coregrafii proprii, ca: “Papillon“ de Robert Schumann “Mefisto - vals“ de Franz Liszt și a montat scene coregrafice în spectacolul de teatru “Visul unei nopți de vară“.
În anul 1926 s-a căsătorit cu sculptorul Mac Constantinescu, care fiind și un scenograf talentat, a contribuit la realizarea decorului și costumelor pentru spectacolul “Nuntă în Carpați“ de Paul Constantinescu.
În 1927, Floria Capsali a colaborat cu Dimitrie Gusti, la culegerea de material folcloric, cunoscând astfel dansul popular românesc autentic.
Curând după aceea, a deschis o Școală particulară de dans, unde s-au format marii balerini români. L-a avut elev pe Gabriel Popescu, considerat cel mai important balerin român al tuturor timpurilor.
Din 1938, Floria Capsali a fost maestră de balet la Opera Națională București  a reorganizat trupa, mărind numărul soliștilor și formând un grup de asistenți pe care-i coordona direct.
Floria Capsali-Dumitrescu a fost o perioadă și directorul Operei Române, după care a activat la instituția Rapsodia Română.
A organizat Liceul de Coregrafie din București, unde s-au format și continuă să se formeze, generații întregi de dansatori. În 1998, printr-un ordin al ministrului Andrei Marga, Liceul de Coregrafie din București și-a schimbat denumirea în Liceul de Coregrafie „Floria Capsali”.

## Distincții
- Ordinul Muncii clasa a III-a (19 octombrie 1962) „cu prilejul împlinirii a 15 ani de activitate a Ansamblului de cîntece și dansuri al Consiliului Central al Sindicatelor”[5]
- titlul de Artist Emerit al Republicii Socialiste România (25 martie 1966) „pentru activitate îndelungată, pentru merite deosebite în creația baletului românesc și formarea cadrelor de balerini și maeștri de balet”[6]
- titlul de Maestru Emerit al Artei (22 noiembrie 1967) „cu prilejul împlinirii a 20 de ani de la înființarea Ansamblului artistic al Uniunii Generale a Sindicatelor din România, [...] pentru merite deosebite în activitatea artistică”[7]